# 1753

## Naixements
Països Catalans
- 12 de maig, València: Agustí Esteve i Marquès, pintor (m. c. el 1820).[1]
- 2 de desembre, Alacant (l'Alacantí): Francisco Javier Balmis metge militar, cirurgià honorari de Carles IV.

Resta del món
- 31 de gener - Ferran VI d'Espanya signa el Concordat de 1753, un acord amb la Santa Seu en el que es ratifica el Patronat reial.
- 20 de febrer - Benet XIV signa el Concordat de 1753, un acord amb Espanya en el que es ratifica el Patronat reial.
- 26 de juny, Bagnols-sur-Cèze (França): Antoine Rivaroli, dit de Rivarol, o simplement Rivarol, escriptor, periodista, assagista i pamfletista i legitimista francès. (m. 1801).[2]
- 10 de setembre: John Soane, arquitecte anglès que despuntà en l'estil neoclàssic (m. 1837).[3]
- 4 d'octubre: Bayreuth: Anna Heinel, ballarina alemanya de carrera brillant a París i a Londres (m. 1808).[4]
- Tây Sơn, Bình Định: Nguyễn Huệ, militar i emperador vietnamita, fundador de dinastia de Tây Sơn.